# Ovesné Kladruby
Obec Ovesné Kladruby (německy Habakladrau) se nachází v okrese Cheb, kraj Karlovarský. Dříve se nazývaly také Habrové Kladruby (něm. Habakladrau nebo Haba Kladrau, lat. Anavetika Cladruna). Součástí obce je i samota Vysočany. Žije zde 144 obyvatel.

## Historie
První písemná zmínka o obci pochází z roku 1363. K roku 1890 se zde uvádí 526 obyvatel německé národnosti.[zdroj?]

## Obyvatelstvo
Podle sčítání 1930 zde žilo v 108 domech 602 obyvatel. 11 obyvatel se hlásilo k československé národnosti a 586 k německé. Žilo zde 597 římských katolíků, 1 evangelík a 4 příslušníci Církve československé husitské.
| Rok            | 1869 | 1880 | 1890 | 1900 | 1910 | 1921 | 1930 | 1950 | 1961 | 1970 | 1980 | 1991 | 2001 | 2011 |
| -------------- | ---- | ---- | ---- | ---- | ---- | ---- | ---- | ---- | ---- | ---- | ---- | ---- | ---- | ---- |
| Počet obyvatel | 454  | 501  | 536  | 580  | 557  | 550  | 602  | 202  | 196  | 184  | 127  | 104  | 121  | 111  |
| Počet domů     | 71   | 73   | 80   | 89   | 89   | 94   | 108  | 61   | 40   | 46   | 35   | 34   | 40   | 45   |

| Rok            | 1869 | 1880 | 1890 | 1900 | 1910 | 1921 | 1930 | 1950 | 1961 | 1970 | 1980 | 1991 | 2001 | 2011 |
| -------------- | ---- | ---- | ---- | ---- | ---- | ---- | ---- | ---- | ---- | ---- | ---- | ---- | ---- | ---- |
| Počet obyvatel | 565  | 602  | 633  | 677  | 663  | 643  | 696  | 205  | 196  | 184  | 127  | 104  | 121  | 111  |
| Počet domů     | 89   | 91   | 98   | 107  | 108  | 113  | 127  | 72   | 40   | 46   | 35   | 34   | 40   | 45   |

## Obecní správa
V letech 1850–1959 k obci patřil Milhostov.

## Pamětihodnosti
- kostel sv. Vavřince
- Smírčí kříž Na skalce
- Smírčí kříž u silnice do Mrázova
- Fara s hospodářskými budovami
- přírodní památka Sirňák v katastrálním území obce
- přírodní památka Milhostovské mofety v katastrálním území obce
- přírodní památka Podhorní slatě v katastrálním území obce